# Ängslyckospindel
Ängslyckospindel (Meioneta saxatilis) är en spindelart som först beskrevs av John Blackwall 1844.  Ängslyckospindel ingår i släktet Meioneta och familjen täckvävarspindlar. Arten är reproducerande i Sverige. Inga underarter finns listade i Catalogue of Life.